# شهرستان لیلان
شهرستان لیلان یکی از شهرستان‌های استان آذربایجان شرقی ایران است. مرکز این شهرستان، شهر لیلان است.
این شهرستان در تاریخ ۱۳ اردیبهشت ۱۴۰۲ از شهرستان ملکان جدا شد و مستقل گردید.

## موقعیت جغرافیایی
شهرستان لیلان از شمال با شهرستان ملکان، از شمال شرقی با شهرستان مراغه و از شرق تا جنوب با شهرستان باروق استان آذربایجان غربی و از غرب با شهرستان میاندوآب استان آذربایجان غربی همسایه است.

## تقسیمات کشوری
شهرستان لیلان دارای ۲ بخش، ۴ دهستان و ۱ شهر به شرح زیر است:
| بخش      | مرکز بخش | جمعیت بخش ۱۳۹۵ | نام دهستان  | مرکز دهستان | جمعیت دهستان ۱۳۹۵ | شهر              | جمعیت شهر ۱۳۹۵   |
| -------- | -------- | -------------- | ----------- | ----------- | ----------------- | ---------------- | ---------------- |
| مرکزی    | لیلان    | ۱۶٬۸۷۴ نفر     | لیلان غربی  | قره‌خضر      | ۵٬۴۵۳ نفر         | لیلان            | ۶٬۳۵۶ نفر        |
| مرکزی    | لیلان    | ۱۶٬۸۷۴ نفر     | لیلان جنوبی | تورچی       | ۵٬۰۶۵ نفر         | لیلان            | ۶٬۳۵۶ نفر        |
| شیرین‌کند | شیرین‌کند | ۸٬۵۰۷ نفر      | لیلان شرقی  | جغالو       | ۴٬۳۳۵ نفر         | **************** | **************** |
| شیرین‌کند | شیرین‌کند | ۸٬۵۰۷ نفر      | لیلان شمالی | طورآغای     | ۴٬۱۷۲ نفر         | **************** | **************** |

## جمعیت
بر پایه سرشماری عمومی نفوس و مسکن در سال ۱۳۹۵، جمعیت شهرستان لیلان برابر با ۲۵٬۳۸۱ نفر بوده است.